# De viris illustribus urbis Romae
Pour les articles homonymes, voir De viris illustribus.
De viris illustribus urbis Romae, litt. Les hommes illustres de la ville de Rome, est un livre historique anonyme compilant les biographies de grands hommes de l'antiquité romaine, des fondations légendaires de Rome jusqu'au début de l'empire.

## Présentation
Les titres dans les manuscrits sont postérieurs et ne tiennent pas compte des biographies des personnages féminins ou des ennemis de Rome. Le traité est le second ouvrage du corpus Aurelianum, attribué à Aurelius Victor. L'auteur est anonyme, c'est un païen lettré érudit qui souhaite glorifier les grandes valeurs romaines, moquées par le christianisme ascendant. Cependant, à plusieurs reprises, sa narration est retenue ou sceptique sur les miracles romains païens, notamment sur la divinisation de Romulus, le culte au temple de Jupiter Stator, l'enclos de Terminus, Castor et Pollux au lac Régille, les oies du Capitole, la préservation du temple d'Athéna…
Cet ouvrage ayant pour but de célébrer la gloire romaine à partir des faits marquants et anecdotes glorieuses, plutôt proche de la propagande augustéenne. L'auteur rassemble les faits historiques et achève chacune par une sententia, un schéma intérieur plutôt proche de Suétone ou de l'EKG. Le rédacteur aime les mots historiques. Plusieurs erreurs sont constatées, la principale hypothèse serait la mauvaise lecture des sources. Il rassemble 86 biographies, de Romulus et Remus à Cléopâtre (victoire d'Actium). Même si le choix des biographies se veut représentatif, il manque Véturie, Cornelia, Persée, Jugurtha, Spartacus, Fabricius, Catilina, Crassus ou Lépide. L'ouvrage est classé dans le Corpus Aurelianum, un ensemble historique attribué à tort à Aurelius Victor, contenant Les Origines du peuple romain et l'Abrégé des Césars. Il date de la fin du IVe siècle, une période propice aux abréviateurs avec Eutrope, Aurelius Victor, les Periochae de Tite-Live, l'Histoire Auguste et le Chronographe de 354. 
Le plus ancien manuscrit date de 1453, mais deux versions ont existé. La tradition A, publiant le Corpus Aurelianum, compte deux manuscrits, avec les 86 biographies. La tradition B compte plus de 200 manuscrits, ayant transmis le traité mais dont le contenu est plus court, les neuf dernières biographies manquent, les livres s'interrompant au milieu de la biographie de Pompée. Les fautes étant communes, elles sont issues d'un même archétype du stemma. Il y eut des études pour savoir laquelle des deux traditions est l'authentique, l'autre tradition, selon les hypothèses, serait alors soit un prolongement anonyme par le compilateur pour faire le lien avec les empereurs (additamentum), soit une lacune. La critique externe donne divers arguments pour les deux hypothèses, mais la critique interne révèle des constantes d'écritures et d'expressions stylistiques tout le long de l'ouvrage indiquant que les 86 biographies ont très probablement été écrites par le même auteur. Il y eut très tôt un accident de copie, d'où la fin de la biographie de Pompée dans la tradition B qui est comblée par une interpolation.
Les sources de l'ouvrage font l'objet de plusieurs hypothèses ; l'éventail très large des auteurs potentiels inclut, entre autres, Valerius Antias, Claudius Quadrigarius, Calpurnius Piso, Varron, Cicéron, Cornelius Nepos, Hygin, les elogia du forum d'Auguste, Tite-Live et ses periochae, Florus, Velleius Paterculus, Valère Maxime, Ampelius, Eutrope, Jérôme et Orose. Les études modernes hésitent entre la tradition livienne (Bessone, Zangemeister), Hygin (Fugmann, Schimdt, Klotz) ou Cornelius Nepos (Arnaud-Lindel)

## Postérité
Cet ouvrage inspira l'abbé Lhomond pour son fameux livre éducatif éponyme, au point qu'on accuse parfois l'auteur de plagiat,.

### Éditions
- Anonyme (trad. Paul Marius Martin), Les hommes illustres de la ville de Rome, Les Belles Lettres, coll. « Collection des universités de France "Budé" », 2016, XC – 384 p. (ISBN 9782251014708) (Présentation et liste des biographies)